# Melissa Moon
Pour les articles homonymes, voir Moon.
Melissa Moon, née le 16 septembre 1969, est une coureuse de fond néo-zélandaise spécialisée en course en montagne. Elle a remporté deux titres de championne du monde de course en montagne en 2001 et 2003. Elle a terminé 2e du Grand Prix WMRA 2001. Elle a remporté le circuit mondial de course d'escaliers en 2010 et a remporté 21 titres nationaux en athlétisme dont cinq fois en course en montagne et sept fois en cross-country.

## Biographie
En 1997 et 1998, elle termine 3e des championnats du monde de course en montagne. En 1998 et 1999, elle remporte la médaille d'argent par équipe avec Maree Bunce et Karen Murphy. En 2000, la médaille d'or par équipe avec Megan Edhouse et Karen Murphy.
Elle remporte son premier marathon en 2000 à Auckland en 2 h 45 min 42 s, remportant par la même occasion le titre de championne de Nouvelle-Zélande de marathon.
En 2001, elle remporte son premier titre de championne du monde. La même année, elle remporte également la course de montagne du Kitzbüheler Horn et termine 2e du Challenge Stellina, ce qui lui permet de se classer 2e du Grand Prix WMRA 2001.
Elle est élue sportive néo-zélandaise de l'année en 2001.
Elle tente de se qualifier pour l'épreuve du marathon aux Jeux olympiques d'été de 2004. Elle abaisse son record personnel à 2 h 38 min 20 s en remportant le marathon de Queenstown en 2002 mais ne parvient pas à atteindre la barre qualificative de 2 h 37 min 0 s,.
Elle remporte la médaille d'argent par équipe avec Mona Burt et Shireen Crumpton lors du Trophée mondial de course en montagne 2002. Elle reporte son second titre mondial l'année suivante.
Le 23 novembre 2006, elle se rend au Nigeria pour participer à la course de montagne du Ranch Obudu. Voyageant en compagnie de Danny Hughes, le président de la WMRA et des athlètes Izabela Zatorska et Anna Pichrtová, leur véhicule sort violemment de la route. Danny Hughes et Melissa s'en sortent avec des égratignures mais Anna et Izabela sont plus gravement blessées. Melissa peut toutefois participer à la course.
En 2007, elle prend part à la Blue Planet Run, une course de relais faisant le tour du monde pour une association caritative.
Lors des Championnats du Commonwealth de course en montagne et ultradistance 2009, elle termine 13e de la course en montagne montée et descente et remporte la médaille d'argent par équipe avec Lara Phillips et Sarah Bliss.
En 2010, elle remporte les courses d'escaliers de l'Empire State Building, du Taipei 101 et du Swissôtel The Stamford et remporte le circuit mondial.
Melissa devient guide pour Maria Williams en 2014, une athlète aveugle et court le Marathon de Londres 2015 avec elle.
En 2021, elle reçoit la distinction de membre de l'ordre du Mérite de Nouvelle-Zélande pour ses succès en carrière et ses implications dans des œuvres caritatives,.

## Palmarès

### Athlétisme en stade
| Année | Compétition                                   | Lieu          | Place | Épreuve  | Performance    |
| ----- | --------------------------------------------- | ------------- | ----- | -------- | -------------- |
| 1997  | Universiade d'été                             | Catane        | 7e    | 5 000 m  | 16 min 13 s 06 |
| 1997  | Universiade d'été                             | Catane        | 5e    | 10 000 m | 35 min 38 s 88 |
| 1998  | Championnats de Nouvelle-Zélande d'athlétisme | Wanganui      | 1re   | 1 500 m  | 4 min 31 s 53  |
| 1998  | Coupe du monde des nations d'athlétisme       | Johannesbourg | 8e    | 5 000 m  | 17 min 10 s 48 |
| 1999  | Championnats de Nouvelle-Zélande d'athlétisme | Hamilton      | 1re   | 5 000 m  | 16 min 31 s 13 |
| 2001  | Championnats de Nouvelle-Zélande d'athlétisme | Hastings      | 1re   | 5 000 m  | 16 min 26 s 62 |
| 2001  | Championnats de Nouvelle-Zélande de 10 000 m  | Inglewood     | 1re   | 10 000 m | 33 min 46 s 91 |
| 2005  | Championnats de Nouvelle-Zélande d'athlétisme | Wanganui      | 1re   | 5 000 m  | 17 min 1 s 89  |

### Athlétisme hors stade
| Année | Compétition                                             | Lieu         | Place | Épreuve            | Temps           |
| ----- | ------------------------------------------------------- | ------------ | ----- | ------------------ | --------------- |
| 1995  | Championnats de Nouvelle-Zélande de cross-country       | Blenheim     | 1re   | Cross-country      | 21 min 28 s     |
| 1996  | Championnats de Nouvelle-Zélande de cross-country       | Hamilton     | 1re   | Cross-country      | 23 min 39 s     |
| 1997  | Championnats de Nouvelle-Zélande de cross-country       | Hastings     | 1re   | Cross-country      | 21 min 17 s     |
| 1998  | Championnats de Nouvelle-Zélande de cross-country       | Dunedin      | 1re   | Cross-country      | 21 min 11 s     |
| 1999  | Marathon de Londres                                     | Londres      | 13e   | Marathon           | 2 h 43 min 26 s |
| 1999  | Semi-marathon d'Auckland                                | Auckland     | 3e    | Semi-marathon      | 1 h 16 min 1 s  |
| 2000  | Marathon de Boston                                      | Boston       | 19e   | Marathon           | 2 h 42 min 41 s |
| 2000  | Championnats de Nouvelle-Zélande de cross-country       | Manukau      | 1re   | Cross-country      | 30 min 49 s     |
| 2000  | Marathon d'Auckland                                     | Auckland     | 1re   | Marathon           | 2 h 45 min 42 s |
| 2001  | Championnats de Nouvelle-Zélande de cross-country court | Auckland     | 1re   | Cross-country      | 14 min 29 s     |
| 2001  | Championnats de Nouvelle-Zélande de cross-country       | Carterton    | 1re   | Cross-country      | 28 min 48 s     |
| 2002  | Championnats de Nouvelle-Zélande de cross-country       | Christchurch | 1re   | Cross-country      | 28 min 29 s     |
| 2002  | Semi-marathon d'Auckland                                | Auckland     | 2e    | Semi-marathon      | 1 h 16 min 5 s  |
| 2002  | Marathon de Queenstown                                  | Queenstown   | 1re   | Marathon           | 2 h 38 min 20 s |
| 2003  | Semi-marathon d'Auckland                                | Auckland     | 2e    | Semi-marathon      | 1 h 16 min 22 s |
| 2004  | Marathon de Londres                                     | Londres      | 24e   | Marathon           | 2 h 44 min 41 s |
| 2004  | Semi-marathon d'Auckland                                | Auckland     | 2e    | Semi-marathon      | 1 h 15 min 1 s  |
| 2005  | Semi-marathon d'Auckland                                | Auckland     | 2e    | Semi-marathon      | 1 h 13 min 19 s |
| 2006  | Semi-marathon d'Auckland                                | Auckland     | 1re   | Semi-marathon      | 1 h 22 min 2 s  |
| 2010  | Course de l'Empire State Building                       | New York     | 1re   | Course d'escaliers | 13 min 33 s     |
| 2010  | Course du Taipei 101                                    | Taipei       | 1re   | Course d'escaliers | 14 min 16 s     |
| 2012  | Course de l'Empire State Building                       | New York     | 1re   | Course d'escaliers | 12 min 39 s     |

### Course en montagne
| no  | féminin            | Course                                                 | Longueur | Départ            | Temps           |
| --- | ------------------ | ------------------------------------------------------ | -------- | ----------------- | --------------- |
|     | Médaille d'argent  | Championnats de Nouvelle-Zélande de course en montagne | 12,7 km  | 4 mai 1997        | 1 h 5 min 44 s  |
| 3e  | Médaille de bronze | Trophée mondial de course en montagne                  | 7,8 km   | 7 septembre 1997  | 41 min 26 s     |
| 1re | Médaille d'or      | Championnats de Nouvelle-Zélande de course en montagne | 7,5 km   | 18 avril 1998     | 50 min 3 s      |
| 3e  | Médaille de bronze | Trophée mondial de course en montagne                  | 8,27 km  | 20 septembre 1998 | 47 min 43 s     |
| 1re | Médaille d'or      | Championnats de Nouvelle-Zélande de course en montagne | 8,3 km   | 19 juin 1999      | 38 min 34 s     |
| 6e  | 6e                 | Trophée mondial de course en montagne                  | 7,8 km   | 19 septembre 1999 | 40 min 46 s     |
| 4e  | 4e                 | Trophée mondial de course en montagne                  | 11,6 km  | 10 septembre 2000 | 50 min 52 s     |
| 2e  | Médaille d'argent  | Challenge Stellina                                     | 8,1 km   | 26 août 2001      | 49 min 3 s      |
|     | Médaille d'or      | Course de montagne du Kitzbüheler Horn                 | 12,9 km  | 2 septembre 2001  | 1 h 7 min 31 s  |
| 1re | Médaille d'or      | Trophée mondial de course en montagne                  | 8,55 km  | 16 septembre 2001 | 38 min 2 s      |
| 1re | Médaille d'or      | Championnats de Nouvelle-Zélande de course en montagne | 7,3 km   | 14 avril 2002     | 45 min 1 s      |
| 29e | Médaille d'or      | Course du Cervin                                       | 14,35 km | 18 août 2002      | 1 h 18 min 7 s  |
| 3e  | Médaille de bronze | Challenge Stellina                                     | 8,1 km   | 25 août 2002      | 48 min 16 s     |
| 1re | Médaille d'or      | Championnats de Nouvelle-Zélande de course en montagne | 8,8 km   | 1er juin 2003     | 40 min 4 s      |
| 1re | Médaille d'or      | Trophée mondial de course en montagne                  | 7,7 km   | 20 septembre 2003 | 39 min 2 s      |
| 1re | Médaille d'or      | Championnats de Nouvelle-Zélande de course en montagne | 9,1 km   | 15 mai 2005       | 41 min 52 s     |
| 15e | Médaille d'or      | Course du Mont Washington                              | 12,23 km | 18 juin 2005      | 1 h 10 min 11 s |
| 7e  | 7e                 | Trophée mondial de course en montagne                  | 9,1 km   | 25 septembre 2005 | 43 min 21 s     |
| 1re | Médaille d'or      | Challenge Stellina                                     | 8,1 km   | 27 août 2006      | 49 min 34 s     |
| 13e | Médaille d'or      | Motatapu Icebreaker Off Road Marathon                  | 42 km    | 8 mars 2008       | 3 h 19 min 56 s |
| 2e  | Médaille d'argent  | Championnats de Nouvelle-Zélande de course en montagne | 7,2 km   | 12 avril 2008     | 47 min 6 s      |
| 2e  | Médaille d'argent  | Championnats de Nouvelle-Zélande de course en montagne | 8 km     | 18 avril 2009     | 41 min 5 s      |
| 2e  | Médaille d'argent  | Mémorial Partigiani Stellina                           | 8,1 km   | 30 août 2009      | 42 min 2 s      |

## Records
| Épreuve       | Performance     | Date              | Lieu         |
| ------------- | --------------- | ----------------- | ------------ |
| 1 500 mètres  | 4 min 22 s 49   | 28 janvier 2006   | Christchurch |
| 3 000 mètres  | 9 min 12 s 36   | 25 janvier 1997   | Auckland     |
| 5 000 mètres  | 16 min 5 s 48   | 8 mars 2003       | Wellington   |
| 10 000 mètres | 33 min 46 s 91  | 10 mars 2001      | Inglewood    |
| 5 kilomètres  | 16 min 56 s     | 5 octobre 1997    | Wellington   |
| 10 kilomètres | 35 min 44 s     | 2 juillet 2006    | Jakarta      |
| Semi-marathon | 1 h 13 min 6 s  | 27 septembre 1998 | Uster        |
| Marathon      | 2 h 38 min 20 s | 1er décembre 2002 | Queenstown   |

## Distinctions
- Membre de l'ordre du Mérite de Nouvelle-Zélande (31 décembre 2020)[13]